# Nitzlbuch
Nitzlbuch ist ein Gemeindeteil der Stadt Auerbach in der Oberpfalz und eine Gemarkung im bayerischen Landkreis Amberg-Sulzbach.
Das Dorf liegt knapp zweieinhalb Kilometer südöstlich von Auerbach. Mit dem Nachbarort Bernreuth ist es baulich verbunden. Am 31. Dezember 2021 hatte der Gemeindeteil (einschließlich dem Weiler Sackdilling) 157 Einwohner.

## Geschichte

### Ortsname
Das Grundwort -buch bezeichnet einen Buchenbestand, der Teil Nitzel- oder Litzel- kommt entweder vom mittelhochdeutschen Adjektiv lizel (klein) oder dem Personennamen Liuzin.
Überlieferte Schreibweisen sind „Lucenbuohe“ (1119) „Luizenbuch“ (1140), „Lützelpuh“ (1409) und „Lützlbuech“ (1564).

### Frühzeit
Vermutlich gab es bereits Jahrhunderte vor Christus dort Menschen, was Gräberfunde aus dem Wellucker Wald beweisen. Eine allgemeine Besiedelung dieses Teils des ehemaligen Nordgaues erfolgte etwa ab der ersten Hälfte des 10. Jahrhunderts n. Chr.
Ersterwähnung des Ortes war 1119, als Bischof Otto von Bamberg fast alle Orte der Umgebung, darunter auch „Lucenbuohe“ (Nitzlbuch) seinem neu gegründeten Kloster Michelfeld vermachte.

### Gemeindeentwicklung
Mit dem Zweiten Gemeindeedikt entstand 1818 die Ruralgemeinde Nitzlbuch. 1871 gehörte sie zum Bezirksamt Eschenbach, bestand aus den Orten Nitzlbuch, Sackdilling, Sand und Welluck und hatte 283 Einwohner. 1949 wurde der Gemeindeteil Bernreuth eingegliedert, 1950 die Gemeindeteile Dornbach und Ebersberg und 1952 die Gemeindeteile Beilenstein und Pinzing. Die Gemeinde hatte 1961 eine Fläche von etwa 1632 Hektar und bestand 1970 aus den Gemeindeteilen Nitzlbuch, Bernreuth, Dornbach, Sackdilling, Sand und Welluck.
Am 1. Mai 1978 wurde mit der Gemeindegebietsreform die Gemeinde Nitzlbuch aufgelöst und in die Stadt Auerbach eingegliedert.